# Gálatas 4

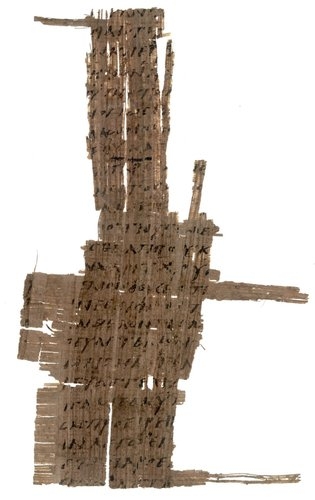
Una página que muestra Galacia 1:2-10 en el Papiro 51, ca. 400 d.C.

Gálatas 4 es el cuarto capítulo de la Epístola a los Gálatas del Nuevo Testamento de la Biblia cristiana. Es autoría del apóstol Pablo para las iglesias de Galacia, escrita entre los años 49 y 58 de nuestra era. Este capítulo contiene una de las declaraciones más ricas de Pablo en Cristología.

## Texto
El texto original fue escrito en griego koiné. Este capítulo está dividido en 31 Versículos.

### Testigos textuales
Algunos manuscritos antiguos que contienen el texto de este capítulo son:
- Papiro 46 (~200 d. C.)
- Codex Vaticanus (325-50)
- Codex Sinaiticus (330-60)
- Papiro 99 (~400)
- Codex Alexandrinus (400-40)
- Codex Ephraemi Rescriptus (~450; completo)
- Codex Freerianus (~450; existen los Versículos 8-10, 20-23)
- Codex Claromontanus (~550)